# Copa CECAFA 2003
La Copa CECAFA del 2003 fue la edición número 27 del campeonato regional del África del Este.
Todos los partidos se jugaron en Khartum y Kassala del 30 de noviembre hasta el 10 de diciembre.

## Información
- Burundi y  Yibuti anunciaron que no iban a poder participar en el torneo el 12 de noviembre.  Somalia lo hizo dos días después. Los tres declinaron participar por razones financieras.

- Etiopía se retiró del torneo un día antes de su inicio. La razón que motivó su retiro fue porque había sido agrupado en el grupo B con  Eritrea, país con el cual siempre ha tenido rivalidad y que se separó de él en 1991.

- Tanzania se retiró del torneo el mismo día del inicio, sin explicar razón alguna.

- Los comentaristas internacionales llamaron a este torneo torneo mocho, porque de los 11 equipos de la región sólo jugaron 6.

## Grupo A
| Equipo   | Pts | Pld | W | D | L | GF | GA | GD |
| -------- | --- | --- | - | - | - | -- | -- | -- |
| Sudán    | 6   | 2   | 2 | 0 | 0 | 7  | 0  | +7 |
| Ruanda   | 1   | 2   | 0 | 1 | 1 | 2  | 5  | -3 |
| Zanzíbar | 1   | 2   | 0 | 1 | 1 | 2  | 6  | -4 |

| 30 de noviembre de 2003, 13:00 | Zanzíbar | 0:4 (0:2) | Sudán                                                                              | Estadio Omar Hassan Al Bashir, Khartum |  |
|                                |          |           | Haitham Al Rashid 10' 45' · Bader El Doud Abdalla 53' · Saleh Mohamed 90+1' (pen.) |                                        |  |

| 2 de diciembre de 2003, 12:00 | Ruanda                          | 2:2 (1:0) | Zanzíbar                     | Estadio Omar Hassan Al Bashir, Khartum |  |
|                               | Olivier Karekezi 41' (pen.) 56' |           | Abdullah Juma 55' (pen.) 65' |                                        |  |

| 4 de diciembre de 2003, 14:00 | Sudán                                                           | 3:0 (1:0) | Ruanda | Estadio Omar Hassan Al Bashir, Khartum |  |
|                               | Haitham Al Rashid 11' · Abdi Jabril 61' (pen.) · Anwar Onsa 87' |           |        |                                        |  |

## Grupo B
| Equipo  | Pts | Pld | W | D | L | GF | GA | GD |
| ------- | --- | --- | - | - | - | -- | -- | -- |
| Kenia   | 4   | 2   | 1 | 1 | 0 | 4  | 3  | +1 |
| Uganda  | 4   | 2   | 1 | 1 | 0 | 3  | 2  | +1 |
| Eritrea | 0   | 2   | 0 | 0 | 2 | 3  | 5  | -2 |

| 30 de noviembre de 2003, 14:00 | Eritrea             | 1:2 (0:1) | Uganda                                  | Estadio Municipal, Kassala |  |
|                                | Ghirmay Shinash 70' |           | Joseph Kabagambe 43' · Henry Kabeta 60' |                            |  |

| 2 de diciembre de 2003, 14:00 | Kenia                                                           | 3:2 (1:1) | Eritrea                  | Estadio Municipal, Kassala |  |
|                               | James Omondi 27' · Anthony Mathenge 90+1' · Simeon Mulama 90+3' |           | Tesfaldet Goitom 31' 48' |                            |  |

| 4 de diciembre de 2003, 12:00 | Uganda          | 1:1 (0:0) | Kenia                 | Estadio Municipal, Kassala |  |
|                               | Dennis Obua 47' |           | Maurice Sunguti 90+3' |                            |  |

## Semifinales
| 8 de diciembre de 2003, 11:00 | Sudán | 0:0 (3:4 p.) | Uganda | Estadio Omar Hassan Al Bashir, Khartum |  |

| 8 de diciembre de 2003, 13:00 | Kenia            | 1:1 (1:1) (3:4 p.) | Ruanda          | Estadio Omar Hassan Al Bashir, Khartum |  |
|                               | James Omondi 44' |                    | Jean Lomani 31' |                                        |  |

## Tercer lugar
| 10 de diciembre de 2003, 11:00 | Kenia                                  | 2:1 (2:1) | Sudán                        | Estadio Omar Hassan Al Bashir, Khartum |  |
|                                | Maurice Sunguti 24' · James Omondi 35' |           | Haitham Al Rashid 31' (pen.) |                                        |  |

## Final
| 10 de diciembre de 2003, 13:00 | Uganda                                | 2:0 (0:0) | Ruanda | Estadio Omar Hassan Al Bashir, Khartum |                                |
|                                | Zacarias Lubega 48' · Dennis Obua 53' |           |        | Asistencia: 17000 espectadores         | Asistencia: 17000 espectadores |

| Uganda         |
| Campeón Uganda |
| Noveno título  |

## Goleadores
| Jugador               | Selección | Goles |
| --------------------- | --------- | ----- |
| Haitham Al Rashid     | Sudán     | 4     |
| James Omondi          | Kenia     | 3     |
| Olivier Karekezi      | Ruanda    | 2     |
| Tesfaldet Goitom      | Eritrea   | 2     |
| Abdullah Juma         | Zanzíbar  | 2     |
| Dennis Obua           | Uganda    | 2     |
| Maurice Sunguti       | Kenia     | 2     |
| Bader El Doud Abdalla | Sudán     | 1     |
| Joseph Kabagambe      | Uganda    | 1     |
| Saleh Mohamed         | Sudán     | 1     |
| Henry Kabeta          | Uganda    | 1     |
| Ghirmay Shinash       | Eritrea   | 1     |
| Anthony Mathenge      | Kenia     | 1     |
| Simeon Mulama         | Kenia     | 1     |
| Abdi Jabril           | Sudán     | 1     |
| Anwar Onsa            | Sudán     | 1     |
| Jean Lomani           | Ruanda    | 1     |
| Zacarias Lubega       | Uganda    | 1     |